# Балканський пакт (1953)
Балканський пакт 1953, офіційно відомий як Угода про дружбу та співробітництво — договір, підписаний в Анкарі Грецією, Туреччиною та Югославією 28 лютого 1953 року. Мав діяти як стримувальний чинник проти радянської експансії на Балканах, передбачаючи в кінцевому підсумку створення спільного військового штабу трьох країн. На момент укладення пакту Туреччина та Греція були членами Північноатлантичного договору (НАТО), тоді як Югославія була позаблоковою комуністичною державою. Балканський пакт дозволив Югославії опосередковано асоціювати себе з НАТО. У жовтні 1954 року певну зацікавленість у приєднанні до альянсу виявив Ізраїль (що не було матеріалізовано), сподіваючись, що Югославія зможе допомогти у розвитку єгипетсько-ізраїльських відносин.

## Передісторія
Відразу після Другої світової війни Югославія і Радянський Союз були союзниками, але двостороннє співробітництво припинилося 1948 року через розкол між Тіто і Сталіним. Побоюючись радянського вторгнення, Югославія швидко уклала політичні та оборонні угоди із західними країнами. НАТО розглядало Югославію як стратегічно важливу країну, а Балканський пакт сприймався як спосіб для Заходу захистити Югославію від СРСР.
У цьому руслі Балканський пакт 1953 року між Югославією, Грецією та Туреччиною був планом, що полягав у інтеграції Югославії до західної оборонної системи та системи економічної допомоги через дедалі більші загрози, які Югославії надходили від Москви.

## Угода
Угоди щодо створення Балканського пакту почалися з політичного договору в Анкарі в лютому 1953 року і закінчилися військовим договором у Бледі в серпні 1954 року. 14 статей включали залагодження міжнародних спорів без застосування сили, військову допомогу кожній країні-учасниці в разі нападу на неї, підтримання і зміцнення обороноздатності держав, охоплених договором. Сторони погодилися, що представники кожної країни-учасниці збиратимуться двічі на рік до 1974 року. Угода також зберігала попередні чинні тоді договори, такі як Договір про дружбу і співробітництво та Статут Організації Об'єднаних Націй.

## Наслідки
Новий альянс з самого початку виявив свою слабкість із кількох причин. Перш за все, через кілька днів після його підписання помер Сталін, а нова радянська влада на чолі з Микитою Хрущовим почала пом'якшувати свою критику на адресу Югославії. Крім того, югославське комуністичне керівництво стало більш готовим до відмови від відкритої співпраці із західними країнами.
У 1954 і 1955 роках спроби Югославії встановити зв'язки з СРСР поступово зумовили зміну поглядів Югославії на військове значення Балканського пакту. Візит до Югославії прем'єр-міністра Туреччини Аднана Мендереса в травні 1955 року — лише за три тижні перед візитом Хрущова до Тіто — показав різницю між югославським і турецьким поглядами на міжнародну обстановку. Мендереса цікавила вся сфера співпраці в рамках Балканського пакту. Югославія рішуче не бажала робити будь-яких кроків, які могли б згодом надати додаткового значення військовій стороні Балканського пакту.
Незабаром між Туреччиною та Грецією спалахнув кіпрський спір, ставши новою загрозою для Балканського пакту.
Після Угорської революції Тіто виявив певну зацікавленість у відродженні союзу, але через кіпрський спір йому довелося стати посередником між Туреччиною та Грецією, в чому він зазнав невдачі.
Балканський пакт включав Югославію в західну систему оборони, що зміцнювало безпеку країни. Та він породжував і проблеми для Тіто та Союзу комуністів Югославії, зводячи докупи комуністичну Югославію та Королівство Грецію. Опосередковано пакт посилював міжнародні та ідеологічні конфлікти.